# Liste des seigneurs de Pirou
Pour les articles homonymes, voir Château de Pirou.
Les premiers seigneurs de Pirou connus ont porté le patronyme « de Pirou ». Ce lignage seigneurial normand cité dès 1106 posséda cette terre jusqu'à Luce de Pirou, qui porta le fief dans la famille « de la Haye » (du Puits), en épousant en 1319 Robert de La Haye, seigneur et la baronnie de Néhou. Le fief de Pirou passa au XVe siècle entre les mains de la famille « du Merle » puis « du Bois ».
Pendant l'occupation anglaise durant la guerre de Cent Ans (1414-1450), le domaine fut confisqué aux du Bois, restés fidèles à Charles VI, et concédé à son cousin Robert de Fréville, époux d'une de La Haye, et qui avait choisi le camp des rois d'Angleterre Henri V puis Henri VI. Ce type de concession a des non Anglais était un moyen, pour l'occupant, de s'allier une partie de la noblesse normande restée sur place, en redistribuant des fiefs considérés, féodalement, comme ceux de félons (au duc de Normandie de facto).
La famille du Bois recouvra sa seigneurie en 1450 et le conserva jusqu'en 1650, date à laquelle le plein fief de haubert fut divisé par moitié entre les deux héritières du dernier Du Bois, comme le prévoit la coutume de Normandie. L'aînée Claude du Bois de Pirou, épousa en 1640 Gabriel de Vassy, seigneur de Brécey, et la cadette Marie du Bois de Pirou épousa Philippe de Bouillé, comte de Créances. Ce partage fut toutefois l'objet d'un procès entre les Vassy et les Bouillé. Le fief, après un jugement du Parlement de Normandie revint finalement aux Vassy qui le conservèrent jusqu'à la Révolution française. 
Ces familles successives y ont élevé et parfois habité le château de Pirou, belle demeure des XIIe – XVIIIe siècles, complètement entouré de douves qui épousent sa plateforme ovale. De même, plusieurs enceintes l'entouraient, ainsi que sa ferme, qui a été bien conservée, dotée d'une salle des plaids (l'aula médiévale) et d'une chapelle dédiée à saint Laurent. Le tout, édifié en pierre plate locale, est couvert de schiste, a été acquis en 1966 et restauré de 1972 à 1987 par l'abbé Marcel Lelégard (1925-1994). Il est aujourd'hui ouvert à la visite par les soins de la Fondation Abbaye de la Lucerne. 

## Famille de Pirou
- Guillaume de Pirou, seigneur de Pirou, cité en 1066, à la bataille d'Hastings[3] ;
- Guillaume de Pirou, seigneur de Pirou, cité en 1106[4], probablement le même que celui qui périt dans le naufrage de Blanche-Nef (1120)[3] ;
- Raoul de Pirou, et ses frères Godefroid, Roger et Étienne, cités dans une charte de 1116 en faveur de l'abbaye de Lessay[5] ; ils fondent le prieuré-cure de Pirou en faveur de cette abbaye, lui donnant la dîme de la paroisse et des terres [6].
- Guillaume de Pirou, seigneur de Pirou et de Tracy, cité sous Philippe Auguste au début du XIIIe siècle, dans le calalogue des chevaliers normands (Scripta de feodis [7]) [3] ;
- Robert de Pirou, seigneur de Pirou, cité au XIIIe siècle[3] ;
- Roger de Pirou, cité en 1271 dans les rôles de l'ost du bailliage de Cotentin[8].
- Richard de Pirou, cité en 1272[9].
- Jean de Pirou, seigneur de Pirou, cité en 1294[10] ;
- Eustache de Pirou, seigneur de Pirou, cité en 1327[3] ;
- Luce de Pirou, dame de Pirou, mariée en 1319 à Robert de La Haye, seigneur de l'importante baronnie de Néhou[10],[11], dont :

## Famille de La Haye
- Guillaume de La Haye, seigneur de Pirou et de Néhou (baronnie qu'il cède en 1366 au roi de France[12]) [13] ; mort après 1373 [14], père de :
- Philippe (Philippot) de La Haye, seigneur de Pirou, de Montbray et d'Esglandes, cité en 1395[15], marié à Isabelle d'O [13] ; cité comme seigneur en 1380 [14] père de :
- Jacquemine de La Haye, dame de Pirou et de Montbray, citée en 1398 et 1406, mariée à Fouques du Merle, sans postérité [16]. Elle fut peut-être mariée également à Colin Painel [17] mais resta sans postérité. Son fief de Pirou passa à sa cousine Jacqueline (ou Catherine) de La Luzerne [18],[17],[19], fille de Guillaume de La Luzerne et de Jeanne de La Haye[20].

## Famille du Merle
- Fouques du Merle seigneur de Pirou, Boisbreton, Marcilly, etc., l'un des 119 chevaliers défenseurs du Mont Saint-Michel lors du siège de 1423.

## Famille de La Luzerne
- Jacqueline (ou Catherine) de La Luzerne, dame de Pirou au début du XVe siècle par héritage, mariée à Jean du Bois, dit « le Gascoing » [21], seigneur de l'Épinay-Tesson [20], dont :

## Famille du Bois
- Thomas du Bois, seigneur de Pirou et de l'Espinay-le-Tesson, cité en 1418, dépouillé de ses biens par Henri V d'Angleterre au profit de Robert de Fréville [21] ; sa postérité récupère le fief à la fin de la Guerre de Cent Ans en 1450.

## Occupation anglaise (1418-1450): famille de Fréville
- Robert de Fréville, capitaine du château de Saint-Sauveur-le-Vicomte en 1418, qu'il ouvre aux Anglais [22]. Il est marié à Jacquette de La Haye ; Seigneur de Pirou [23],[21]. En 1419, il rend foi et hommage à Henri V, roi d'Angleterre, qui lui a concédé le fief de Pirou [22], Thomas du Bois étant resté fidèle au roi de France. C'est probablement lui qu'on trouve dans la liste des 119 gentilshommes défenseurs du Mont Saint-Michel

## Famille du Bois
- Thomas du Bois, seigneur de Pirou, cité en 1450[21] et de l'Épinay-Tesson, chambellan du roi en 1448, marié successivement à Gervaise de Beaumont, Marie de Vierville (en 1449 : fille de Philippe de Vierville, seigneur de Creully et de Marie de Montauban), puis de Marie de La Chapelle[24], père de (1er lit) :
- Jean du Bois, seigneur de Pirou, chambellan du roi Louis XI, cité en 1474, marié à Jeanne de Colombières, dame de la Haye-du-Puits [24], dont :
- Jean du Bois, seigneur de Pirou, marié à Jeanne Carbonnel, dame de Cérences, Heugueville et Dangy[25], dont :
- Jacques du Bois, seigneur de Pirou, Cérences, Heugueville et Dangy, cité en 1538 et 1576[26], marié à Jeanne de Cambernon, dame de Montpinchon[25], dont :
- Gilles du Bois, seigneur de Pirou, Cérences, Heugueville, Dangy et Montpinchon, marié à Catherine de Gourfaleur, et mort avant 1609[25], dont :
- Louise du Bois, dame de Pirou, Cérences, Heugueville, Dangy et Montpinchon, mariée en 1609 à son cousin au 4e degré Charles du Bois, seigneur de l'Épinay-Tesson [25], dont deux filles :
  - Claude du Bois, dame de Pirou et de l'Épinay-Tesson, morte en 1662[27] mariée en 1640 à Gabriel de Vassy, marquis de Brécey, mort en 1648[28] ;
  - Marie du Bois, dame de Pirou en partie, mariée en 1648 à Philippe de Bouillé, comte de Créances[28], citée en 1669[29]

Le fief fut partagé en vertu de la Coutume de Normandie mais, à la suite d'un procès intenté à sa tante, comtesse douairière de Créances, Gabriel de Vassy en obtint la majeure partie, et le domaine non fieffé auquel appartient le château de Pirou. L'autre moitié du fief fut recueilli par Marie du Bois, comtesse de Créances, morte en 1702, puis en indivision temporaire entre Louise-Marguerite de Bouillé, épouse d'Alexandre de Longaunay, comte du Fresne puis marquis de Dampierre, morts sans enfants, et sa sœur cadette Anne-Marguerite de Bouillé, mariée à Jacques-Philippe de Girard, marquis de Charnacé, décédée en 1731 après avoir renoncé partiellement à sa part du fief de Pirou en 1730 au profit de Claude de Vassy, son cousin germain.

## Famille de Vassy
- Claude de Vassy, seigneur de Pirou et marquis de Brécey, seigneur et patron de Celland et de l'Épinay-Tesson, fils de Claude de Vassy et de Louise du Bois, marié en 1681 à Marie-Angélique de Motteville, fille de Georges, seigneur de Motteville et premier président de la Cour des comptes de Normandie, et d'Anne de Montecler. Claude de Vassy mourut en 1704[31], laissant :
- François-Marie de Vassy, seigneur « marquis » de Pirou et marquis de Brécey, devient comte de Créances par adjudication du comté de Créances en 1767, mort en 1770. Il avait épousé en 1708 à Hélène-Pélagie de Géraldin, fille de Nicolas de Géraldin et d'Anne Mallebrack, dont :
- Bruno Emmanuel Marie Esprit de Vassy, co-seigneur de Pirou et marquis de Brécey, né en 1717, marié en 1738 à sa cousine Suzanne Jeanne Françoise de Vassy, fille du marquis de la Forest, en indivision jusqu'en 1779 avec son frère cadet :
- Claude Alexandre Marie de Vassy, co-seigneur de Pirou en 1770, puis seigneur de Pirou et d'Anneville en 1779, comte de Créances jusqu'en 1783 (vente du fief au vicomte de Perrochel) [32]. Après la suppression des droits féodaux en 1789 et s'apprêtant à émigrer, Vassy vend Pirou et Anneville à Charles-Louis Huguet de Sémonville en 1791.

## Famille Huguet de Sémonville
- Charles-Louis Huguet de Sémonville, dernier seigneur de Pirou et d'Anneville-sur-Mer de 1791 à 1793 (abolition des droits seigneuriaux), né en 1759, mort en 1839 ; il acquiert ces deux fiefs le 30 janvier 1791 pour la somme de 300 000 livres tournois conjointement avec son épouse Angélique Aimée de Rostaing (1756-1842), veuve de Montholon[33]. Une partie des fermes de la seigneurie furent revendues pendant la Révolution française ainsi que la terre d'Anneville. Le château fut revendu en 1833 [34] à Jean-Jacques Quesnel de La Morinière (1765-1852).

## Armorial

de Pirou : de sinople à la bande d'argent accompagnée de deux cotices du même
de La Haye : d'or au sautoir d'azur
du Merle : de gueules à trois quintefeuilles d'argent
de La Luzerne : d'azur à une croix ancrée d'or chargée de cinq coquilles de gueules
du Bois : d'or à l'aigle de sable becquée et membrée de gueules
de Fréville : d'argent à trois dards de gueules en pal 2 et 1, les pointes vers le bas, accompagnés en chef de trois trèfles renversés de même
de Bouillé : d'argent à une fasce coticée de gueules, frettée d'or
de Longaunay : d'azur au sautoir d'argent
de Vassy : d'argent à trois tourteaux de sable
Huguet de Semonville : écartelé au 1 et 4 d'azur au cygne d'argent, au 2 et 3 d'or au chêne de sinople englanté d'argent